# Petyke
Petyke (horvátul: Donje Novo Selo, 1900-ig Novo Selo) falu Horvátországban Vukovár-Szerém megyében. Közigazgatásilag Csótnémetihez tartozik.

## Fekvése
Vukovártól légvonalban 23, közúton 29 km-re délre, községközpontjától 3 km-re nyugatra, a Nyugat-Szerémségben fekszik. 

## Története
A település már a középkorban is létezett. Neve „Pethke” alakban nemesi név részeként 1435-ben a pécsváradi konventnek Pálóci György esztergomi érsek részére küldött jelentésében bukkan fel először. Ezután ugyancsak nemesi nevekben találjuk „Pethke”, illetve „Peghke” változatokban többször is a 15. század folyamán. Utoljára 1507-ben Perényi Imre nádor oklevelében találjuk. Környéke is sűrűn lakott volt a középkorban, de ezek a települések részben a török uralom idején, részben a felszabadító harcok során elnéptelenedtek. A török 1526-ban, Valkóvár eleste után szállta meg és 1691-ig volt török uralom alatt. 
A mai település a 18. század elején keletkezett Boszniából érkezett katolikus sokácok betelepülésével. Kamarai birtok volt, majd a vukovári uradalom része lett. A katonai határőrvidék megszervezésekor Mária Terézia rendelete alapján 1745-ben elhatárolták a katonai közigazgatás alá vont területeket. A falu a Bródi határőrezred katonai igazgatása alá került. Lakói a katonai igazgatás teljes megszüntetéséig határőrök voltak, akik 16 és 60 életévük között kötelezve voltak a császári hadseregben a katonai szolgálatra. Részt vettek a Habsburg Birodalom szinte valamennyi háborújában. A katonai közigazgatást 1873-ban megszüntették, majd területét 1881-ben Szerém vármegyéhez csatolták.
Az első katonai felmérés térképén „Novo Szello” néven található. Lipszky János 1808-ban Budán kiadott repertóriumában „Novoszello” néven szerepel. Nagy Lajos 1829-ben kiadott művében „Novoszello” néven 80 házzal, 407 katolikus vallású lakossal találjuk.
A településnek 1857-ben 424, 1910-ben 848 lakosa volt. Szerém vármegye Vinkovcei járásához tartozott. Az 1910-es népszámlálás adatai szerint lakosságának 97,4%-a horvát, 2%-a szerb anyanyelvű volt. A település az első világháború után az új szerb-horvát-szlovén állam, majd később (1929-ben) Jugoszlávia része lett. 1941 és 1945 a Független Horvát Államhoz tartozott, majd a szocialista Jugoszlávia fennhatósága alá került. 1991-től a független Horvátország része. 1991-ben lakosságának 99,7%-a horvát nemzetiségű volt. A horvát függetlenségi háború idején a falut megszálló szerbek mindent leromboltak. A lakosság legnagyobb része elmenekült. A lakosság csak 1997-ben térhetett vissza a száműzetésből és kezdhetett hozzá a teljes újjáépítéshez. A falunak 2011-ben 498 lakosa volt.

## Népessége
| Lakosság változása | Lakosság változása | Lakosság változása | Lakosság változása | Lakosság változása | Lakosság változása | Lakosság változása | Lakosság változása | Lakosság változása | Lakosság változása | Lakosság változása | Lakosság változása | Lakosság változása | Lakosság változása | Lakosság változása | Lakosság változása |
| ------------------ | ------------------ | ------------------ | ------------------ | ------------------ | ------------------ | ------------------ | ------------------ | ------------------ | ------------------ | ------------------ | ------------------ | ------------------ | ------------------ | ------------------ | ------------------ |
| 1857               | 1869               | 1880               | 1890               | 1900               | 1910               | 1921               | 1931               | 1948               | 1953               | 1961               | 1971               | 1981               | 1991               | 2001               | 2011               |
| 424                | 433                | 544                | 500                | 591                | 848                | 597                | 639                | 719                | 801                | 749                | 852                | 718                | 638                | 638                | 498                |

## Gazdaság
A helyi gazdaság alapja hagyományosan a mezőgazdaság és az állattartás. Fő termények a gabonafélék, a napraforgó, a cukorrépa és a takarmánynövények. 

## Kultúra
A KUD „Spačva” kulturális és művészeti egyesületet 1989-ben alapították a helyi hagyományok megőrzésére. Tevékenységüket különösen a lassan feledésbe merülő régi népdalok összegyűjtésének szentelték.

## Oktatás
A településen a csótnémeti általános iskola négyosztályos, alsó tagozatos területi iskolája működik. Az épület nem nagy, két osztályterem, konyha, kazánház és mellékhelyiségek találhatók benne. Körülötte nagy udvar található. A horvátországi háború utáni időben még 40 gyermek tanult itt, azóta a tanulói létszám folyamatosan csökkent.

## Sport
- Az NK Polet Donje Novo Selo labdarúgóklubot 1947-ben alapították. A csapat a megyei 3. ligában szerepel.

- ŠRD „Ikra” Donje Novo Selo sporthorgászklub

## Egyesületek
LD „Gradina” Donje Novo Selo vadásztársaság